# Zündapp Weltrekordmaschine

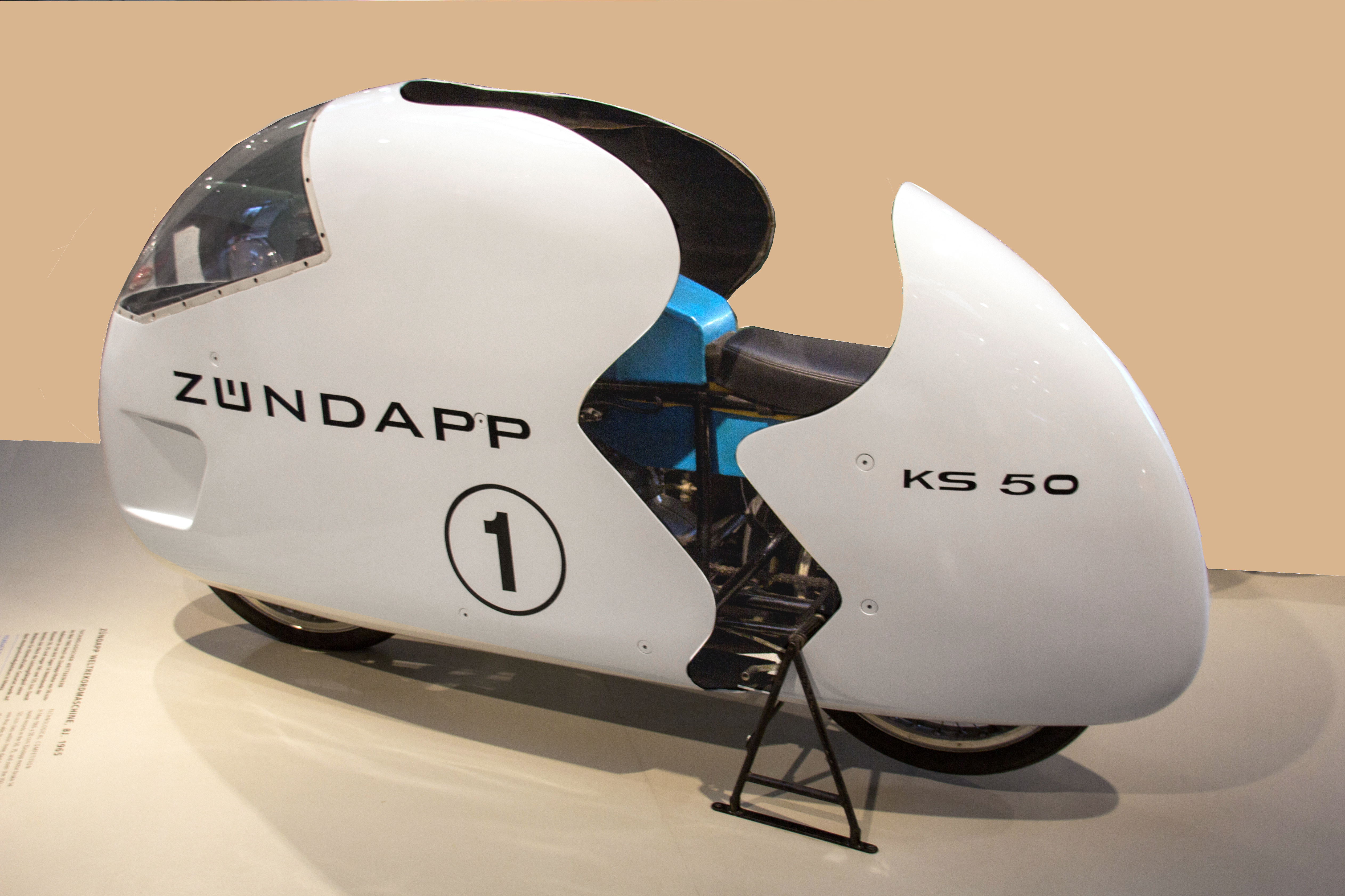

Die Zündapp Weltrekordmaschine aus dem Jahr 1965 ist ein speziell für Rekordversuche hergerichtetes 50-cm³-Kleinkraftrad der Zündapp-Werke aus München. Mit einer Stromlinienverkleidung und einem hochdrehenden Zweitaktmotor stellte das Fahrzeug vom 13. bis 15. Mai 1965 auf dem Hochgeschwindigkeitsoval des Autodromo Nazionale di Monza 14 Geschwindigkeitsweltrekorde in den Hubraumklassen 50, 75, 100 und 125 cm³ auf.

## Geschichte und Rekorde
Zu den Rekorden gehörten für die 50- und zugleich 75-cm³-Hubraumklasse folgende Leistungen:
- über 10 km: Höchstgeschwindigkeit 153,452 km/h (alter Rekord: 150 km/h)[Anm. 1]
- über 1 Stunde: Höchstgeschwindigkeit 162,069 km/h[Anm. 2]
- über 100 km: Höchstgeschwindigkeit 162,002 km/h
- über 6 Stunden: Durchschnittsgeschwindigkeit 147,700 km/h[Anm. 3]
- über 1000 km: Durchschnittsgeschwindigkeit 146,6 km/h[Anm. 4]
- über 12 Stunden: Durchschnittsgeschwindigkeit 137,039 km/h

Bei der 12-Stunden-Rekordfahrt fuhren die Fahrer ab der 9. Stunde wegen der stärker werdender Windböen langsamer als technisch möglich, ein 24-Stunden-Rekordversuch wurde deswegen abgebrochen. Bei den Langstreckenfahrten wechselten sich die Fahrer tagsüber nach 1,5 Stunden, nachts stündlich ab. Die Fahrer waren Andreas Brandl, Volker Kramer, Alfred Lehner, Günter Sengfelder, Peter Eser und Heinrich Rosenbusch.
Der 12-Stunden-Rekord galt auch für 100 und 125 cm³. Fahrer bei den drei zuerst genannten Rekordfahrten war Volker Kramer.
Die Reifen wurden speziell von Metzeler für hohe Abriebfestigkeit entwickelt und hielten während der Versuche ohne Reifenwechsel. Die aerodynamische Verkleidung entstand in Zusammenarbeit mit der Technischen Hochschule München. „Zur Optimierung der Aerodynamik wurde den Fahrern ein lederbezogenes Füllteil auf den Rücken geschnallt.“ Für die Kurzstreckenfahrten wurde ein wassergekühlter Zylinder montiert, der mehr Leistung ermöglichte. Das Kühlgebläse wurde elektrisch angetrieben, dazu wurde eine zusätzliche Batterie benutzt.

## Gescheiterter Rekordversuch 1971
Im Jahr 1971 unternahm Zündapp einen erneuten Rekordversuch auf dem Hochgeschwindigkeitskurs von Monza. Ziel war es, den 24-Stunden-Weltrekord in der 50‑cm³-Klasse zu brechen. Da die Techniker der Standfestigkeit des ursprünglich vorgesehenen flüssigkeitsgekühlten Motors misstrauten, wurde stattdessen ein luftgekühlter Motor aus einer GS-50-Werksmaschine verwendet. Während des Versuchs kam es zu einem Unfall: Einer der Fahrer stürzte schwer und überlebte nur knapp. Der Rekordversuch wurde daraufhin abgebrochen. 
Die beschädigte Maschine wurde später in der Versuchsabteilung von Porsche in Weissach restauriert. Sie ist heute im Technikmuseum Berlin zu sehen, in dem Zustand, wie sie sich beim letzten Rekordversuch 1971 präsentierte.
Der Originalmotor von 1965 gelangte im Zuge des Zündapp-Konkurses 1984 nach China. Jahre später wurde er dort von Mitarbeitern des niederländischen Motorradhändlers Massink entdeckt und nach Europa zurückgebracht.

## Technische Daten
| Merkmal               | Spezifikation                                          |
| --------------------- | ------------------------------------------------------ |
| Motortyp              | Einzylinder-Zweitaktmotor mit Einlass-Drehschieber     |
| Kühlverfahren         | Kurzstrecke: Wasser, Langstrecke: Luft                 |
| Hubraum               | 49 cm³                                                 |
| Leistung              | 12 PS (1965)/10 PS (1971)                              |
| Drehzahl max.         | über 11.500 min⁻¹                                      |
| Getriebe              | 5‑Gang-Fußschaltung mit 2‑Gang-Vorgelege per Drehgriff |
| Antrieb               | Primär- und Sekundärkette                              |
| Gewicht (voll)        | 82 kg einschl. Verkleidung                             |
| Höchstgeschwindigkeit | bis 162,6 km/h (Stunde/Rekord)                         |

## Besonderheiten
- Vollverkleidung, windkanaloptimiert in Zusammenarbeit mit der TH München
- Spezielle Metzeler-Bereifung, abriebfest für hochbelastete Rekordversuche
- Seriennaher[Anm. 5] Motor mit Drehschieber und hoher Drehzahl

## Verbleib
Ein Exponat ist heute im Deutschen Technikmuseum Berlin in der Dauerausstellung „Mensch in Fahrt“ zu sehen.